# Franz Moraller

Franz Moraller

Franz Karl Theodor Moraller (* 14. Juli 1903 in Karlsruhe; † 18. Januar 1986 ebenda) war ein Journalist und Funktionär der NSDAP in der Zeit des Nationalsozialismus. Er war Gruppenführer der SA und von 1934 bis 1939 Geschäftsführer der Reichskulturkammer.

## Leben
Seine Schulausbildung an einem Humanistischen Gymnasium brach er nach der 10. Klasse ab und begann eine Uhrmacherlehre im Betrieb seines Vaters Armand Moraller. Von 1924 bis 1927 war er im erlernten Beruf tätig.
Moraller wurde 1923 Mitglied der Völkischen Jugend und des Schlageterbundes, beides Ersatzorganisationen der seinerzeit verbotenen SA. Zum 31. Oktober 1927 trat er in die NSDAP ein (Mitgliedsnummer 69.449), übernahm als Sturmführer den SA-Sturm 1 in Karlsruhe und wurde von Gauleiter Robert Wagner zum Schriftleiter der NS-Zeitung für Baden, Der Führer, berufen. Diesen Posten hatte er bis März 1933 inne. Von 1931 bis 1933 war er auch Leiter des Nachrichtendienstes der NSDAP in Baden. Am 6. März 1930 wurde er vom Schöffengericht Karlsruhe wegen Körperverletzung und Beleidigung zu einer Geldstrafe von 200 Reichsmark verurteilt.
Nach der „Machtergreifung“ wurde er Leiter der Pressestelle der badischen Landesregierung. Im Juli 1933 wurde er zum Oberführer der SA befördert und mit dem Goldenen Ehrenzeichen dekoriert. Von Juli 1933 bis 1934 leitete er die Landesstelle Baden und Württemberg des Reichsministeriums für Volksaufklärung und Propaganda. Im Oktober 1934 wurde er zum Geschäftsführer der Reichskulturkammer (ab November 1935 zusätzlich im Reichskultursenat) und geschäftsführenden Vorsitzenden des Reichsbundes der deutschen Freilicht- und Volksschauspiele ernannt, im Dezember auch zum Leiter des Kulturamtes der Reichspropagandaleitung der NSDAP (RPL) und 1936 zum Reichsredner. Außerdem war er Vorsitzender des Landesverbandes Baden im Reichsverband der Deutschen Presse. Bei Propagandaminister Joseph Goebbels war Moraller unbeliebt. Goebbels notierte im Oktober 1937 in seinen Tagebüchern über ihn: „quatscht über Dinge, von denen er nichts versteht (…) versagt vollkommen (…) muß weg“. Die Aufzeichnungen lassen auch persönliche Differenzen zwischen Moraller und dem Ministerialbeamten Hans Hinkel erkennen. Von 1938 bis Kriegsende war Moraller Bundesleiter des Großdeutschen Schachbundes.
In seine Zeit bei der RPL fällt die reichsweite Ausstellung Entartete Kunst 1937/38 in vielen Städten, die (laut Impressum einer „Führer“ genannten Hetzbroschüre) von der RPL / Amt Kultur zusammengestellt worden war. Moraller hielt die Eröffnungsansprache, als die Ausstellung im Februar 1938 in Berlin gezeigt wurde. Anfang 1939 schied er aus der Reichskulturkammer aus. Nach dem Ausschluss Ernst Rowohlts aus der Reichskulturkammer war Moraller von 1939 bis 1940 Kommissar beim Rowohlt-Verlag, dem „Kulturbolschewismus“ unterstellt wurde. Nach Angaben des Schriftstellers Kurt Pinthus hatte Moraller Schwierigkeiten, sich bei der „Gleichschaltung“ des Verlags gegen Heinrich Maria Ledig-Rowohlt durchzusetzen. Seit Juli 1940 war er Mitglied des Reichstages. 1941 meldete er sich zum Dienst in der Wehrmacht und war bis August 1942 in einer Propagandakompanie an der Ostfront eingesetzt. Moraller war 1940 zum Karlsruher Führer zurückgekehrt; im November 1942 übernahm er, wiederum von Gauleiter Wagner beauftragt, die Schriftleitung der Straßburger Neueste Nachrichten und stellte die Zeitung in den Dienst der von Wagner betriebenen Germanisierung des Elsass. Im April 1943 wurde er zum SA-Gruppenführer befördert.
Nach Kriegsende stellte er sich französischen Truppen und wurde verhaftet. Im Mai 1950 wurde gegen ihn Anklage erhoben, da er durch seine Zeitungsartikel zur Zwangsrekrutierung von Elsässern beigetragen habe. In einem Internierungslager und im Gefängnis von Metz festgehalten, wurde Moraller im Mai 1953 „auf Widerruf“ entlassen. Im Mai 1956 wurde das Verfahren endgültig eingestellt. Zunächst freiberuflich tätig, arbeitete Moraller von 1958 bis 1968 für die Bertelsmann-Verlagsgruppe in Gütersloh. Im Ruhestand kehrte er nach Karlsruhe zurück. Seit 1961 verwitwet, heiratete Moraller 1975 erneut.